# Макија да Бореа (Терамо)
Макија да Бореа (итал. Macchia da Borea) је насеље у Италији у округу Терамо, региону Абруцо.
Према процени из 2011. у насељу је живело 25 становника. Насеље се налази на надморској висини од 937 м.